# 1980 في رومانيا
فيما يلي قوائم الأحداث التي وقعت خلال عام 1980 في رومانيا.

## سياسة

### انتهاء فترة المنصب
- 1 يناير – كورنيليو مانيسكو Member of the Great National Assembly of Romania ‏، Member of the Central Committee of the Romanian Communist Party ‏.

## رياضة
- 24 يونيو – دوري الدرجة الأولى الروماني 1979–80 الفائز نادي يونيفيرسيتاتيا كرايوفا.

## مواليد

### يناير
- 2 يناير – فلورين براتو لاعب كرة قدم.[1]
- 26 يناير – كورينا مغنية رومانية.

### فبراير
- 1 فبراير – سيمونا سبيريدون لاعبة كرة يد رومانية.
- 3 فبراير – رالوكا ساندو لاعبة كرة مضرب رومانية.
- 28 فبراير – لوتشيان بوته

### مارس
- 10 مارس – فلورين سيرنات لاعب كرة قدم روماني.[2]
- 13 مارس – لوسيان سانمارتين لاعب كرة قدم روماني.[3]
- 16 مارس – اوفيديو بوركا لاعب كرة قدم روماني.[4]
- 17 مارس – فيوريل دينو لاعب كرة قدم روماني.[5]
- 28 مارس – ألبيرت ستريت لاعب كرة قدم ألماني.[6]
- 30 مارس – بولا أونغوريانو لاعبة كرة يد رومانية.

### أبريل
- 8 أبريل – جورجي بوكور لاعب كرة قدم روماني.[7]
- 20 أبريل – ميرتشا أوبريا لاعب كرة قدم روماني.[8]
- 27 أبريل – أندا آدم مغنية رومانية.

### مايو
- 9 مايو – نيكولاي ديكا لاعب كرة قدم روماني.[9]
- 28 مايو – روكسانا هان لاعبة كرة يد رومانية.

### يوليو
- 4 يوليو – أندا بيريانو لاعبة كرة مضرب رومانية.
- 9 يوليو – آناماريا إليس لاعبة كرة يد رومانية.
- 15 يوليو – سيبريان بوبا مُجدّف كانوي روماني.
- 17 يوليو – أوفيديو هاتسيغان

### أكتوبر
- 2 أكتوبر – ماريوس كرواتورو لاعب كرة قدم روماني.[10]
- 17 أكتوبر – كريستيان لوتشيان مونتيانو لاعب كرة قدم روماني.[11]
- 26 أكتوبر – كريستيان كيفو لاعب كرة قدم روماني.[12]

### نوفمبر
- 12 نوفمبر – غابرييلا روتيش لاعبة كرة يد رومانية.
- 20 نوفمبر – آنا كاترينا موراريو ممثلة إيطالية.[13]

### ديسمبر
- 3 ديسمبر – يوليان أبستول لاعب كرة قدم روماني.[14]
- 9 ديسمبر – أدريان إيورداتش لاعب كرة قدم روماني.
- 10 ديسمبر – سيبريان بيتري لاعب كرة قدم روماني.[15]
- 12 ديسمبر – دورين غويان لاعب كرة قدم روماني.[16]

## وفيات

### يناير
- 20 يناير – رودولف بورغر (مواليد 1908) لاعب كرة قدم روماني.

### مارس
- 19 مارس – قنسطنطين فاسيليو رشكانو (مواليد 1887)

### مايو
- 16 مايو – مارين بريدا (مواليد 1922) كاتب روماني.[17]

### يونيو
- 30 يونيو – أرمين كوفمان (مواليد 1902)

### أغسطس
- 25 أغسطس – أوريل توما (مواليد 1911) ملاكم روماني.

### سبتمبر
- 3 سبتمبر – دونكان رينالدو (مواليد 1904) ممثل أمريكي.[18]

### نوفمبر
- 8 نوفمبر – لازلو هيلر (مواليد 1907) مهندس مجري.